# Chris Wise

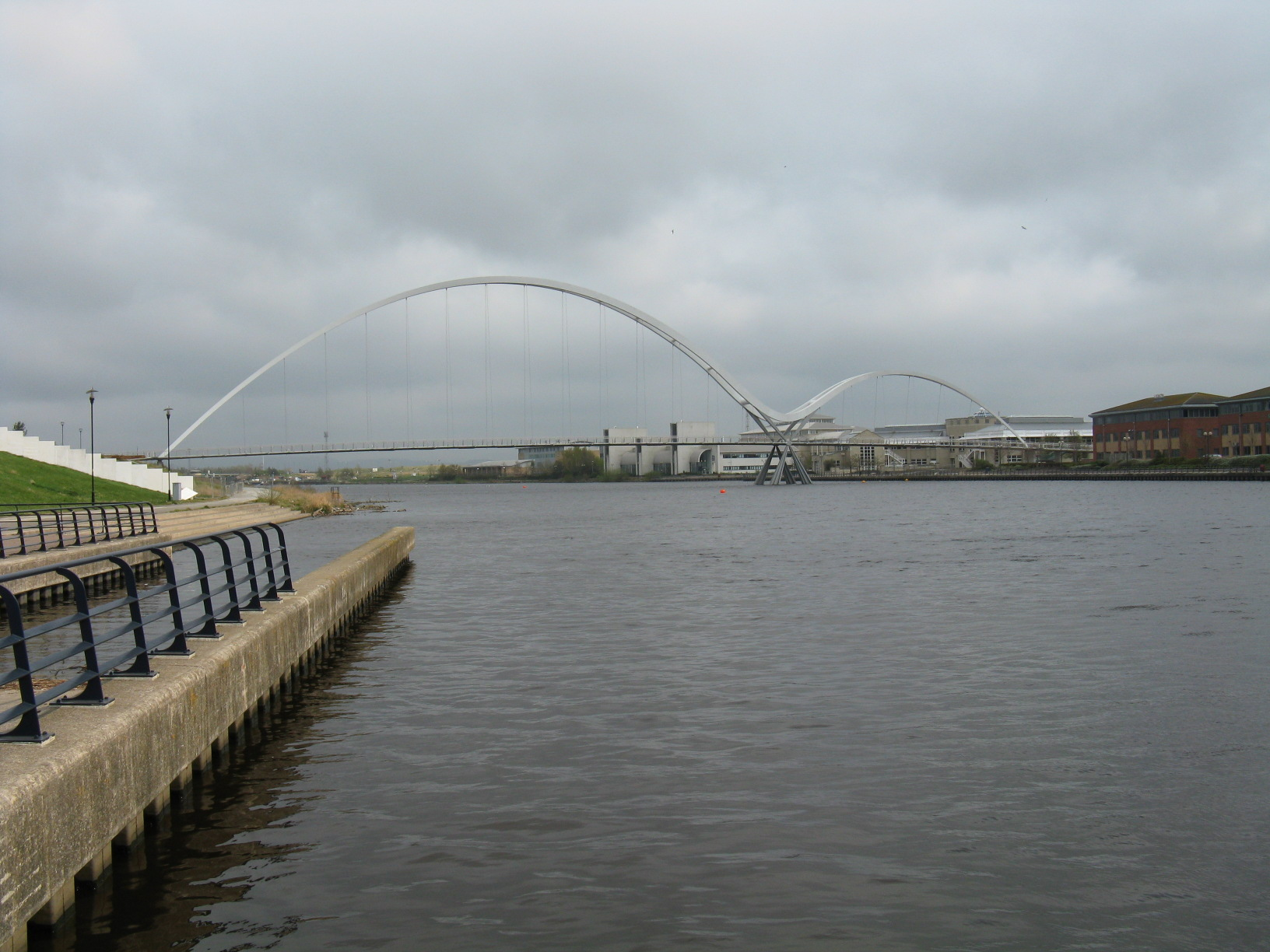
Infinity Bridge

Chris Wise (* 1956 in London) ist ein britischer Bauingenieur.
Wise studierte an der University of Southampton und war seit 1979 bei Arup und wurde 1992 deren bis dahin jüngster Direktor. 1999 gründete er das Ingenieurbüro Expedition Engineering mit Seán Walsh und Chris Smith. 2008 übergaben sie ihre Anteile an eine Gesellschaft (Useful Simple Trust) die es für die  Angestellten (rund 75) verwaltet. 
Zu seinen Projekten gehört der Commerzbank Tower in Frankfurt (Architekt Norman Foster), das American Air Museum in Duxford und der Torre del Collaerola, die Millennium Bridge in London (Leitung ursprünglicher Entwurf), ab das Olympische Radstadion (Velodrome) in London, die Infinity Bridge in Stockton-on-Tees. Er arbeitete viel mit den Architekten Norman Foster und Richard Rogers.
2012 erhielt er die Goldmedaille der Institution of Structural Engineers, und 2009 erhielt die Infinity Bridge deren Supreme Award und 2011 nochmals für das London Olympic Velodrome. Er ist Fellow der Royal Academy of Engineering, deren Silbermedaille er 2007 erhielt. 2008 wurde er Fellow der Institution of Civil Engineers. Er ist Master der Royal Designers for Industry.
Er war Professor für kreatives Design am Imperial College London und lehrt seit 2012 am University College London konstruktiven Ingenieurbau. Er lehrte auch an der Yale University.